# Anciennes cités d'Arabie saoudite
 (mai 2011).
Si vous disposez d'ouvrages ou d'articles de référence ou si vous connaissez des sites web de qualité traitant du thème abordé ici, merci de compléter l'article en donnant les références utiles à sa vérifiabilité et en les liant à la section « Notes et références ».
L’Arabie saoudite, (المملكة العربية السعودية), occupe une situation géographique spécifique au Moyen-Orient, un pont entre les continents et les civilisations. 
Dans l’antiquité, la péninsule arabique sert de corridor commercial entre l'Afrique, l'Asie et l'Europe et abrite de nombreuses civilisations qui ont laissé des traces de leur occupation, dont :
- Qaryat al-Fāw قرية الفاو,
- Al-Akhdood Archeological Area الأخدود,
- Mada'in Saleh مدائن صالح,
- Jubbah جبه,
- Tarut تاروت,
- Al Shoehtiah الشويحطية,
- Thaj ثاج,
- Dummat Al Djandal دومة الجندل.
- Kilwa

D'autres cités sont citées ou évoquées en annexe.
Le gouvernement d'Arabie saoudite a récemment mis en place la Commission saoudite [on devrait dire saoudienne] pour le tourisme et les antiquités, qui porte la responsabilité de la préservation de ces sites, et qui propose de visualiser un bon nombre de sites, peu accessibles, sous Google Earth.

## Qaryat al-Fāw
Qaryat al-Fāw (arabe : قرية الفاو), ou Qaryat Dhu Kahl, ou Qaryat al Hamraa, ou Dha al Jnan, ou plus généralement dans la région Qaryat al Fau, doit son nom à sa position géographique de lieu de passage à travers les monts Tuwaiq, au débouché du Wadi ad-Dawasir, en bordure nord-ouest du désert du Quart Vide (Rub al-Khali), à 280 km au nord est de Najran et à 700 km au sud de Riyad, Qaryat al-Fāw est considérée comme une des plus importantes  cités pré-islamiques d'Arabie saoudite. 
C'est l'ancienne capitale d'un des royaumes arabes de la péninsule, le royaume de Kindah du Ier siècle av. J.-C. au IVe siècle, de population originaire du Yémen. La cité a été abandonnée après la destruction du barrage de Ma'rib et l'éclatement du royaume de Sheba en trois zones tribales (Ma'rib), les Kinda, les Muntherids et les Ghassans. Selon de nombreux historiens, le royaume de Kindah aurait été tribal et bédouin, contrairement aux autres royaumes fondés dans la péninsule.
Cette cité, connue sous le nom de Dhu Kahl, autrefois nommée dans l'âge d’or Qaryat al-Hamraa et Dhat al-Jnan, soit la cité du paradis, couvre une aire d’environ trente kilomètres sur un de large. Habitée pendant huit siècles, elle fut souvent en guerre avec le royaume de Saba (VIIIe siècle av. J.-C. – 275 ap. J.-C.). La cité est mentionnée uniquement dans le Sifat Jazirat ul-Arab d'al-Hasan ibn Ahmad ibn Ya'qūb al-Hamdānī. La petite étape est devenue progressivement le centre économique, religieux, culturel du centre de la péninsule, et la capitale du royaume de Kinda. Autre dénomination : Gerha
En 1940, quelques officiels de la Saudi Aramco Oil Company y font référence. De 1970 à 2003, une équipe de l'université du Roi Saoud entreprend des fouilles et découvre deux parties importantes de la cité, une aire résidentielle (maisons, places, rues, marché de 30 mètres sur 20…) et une aire sacrée avec un temple et des tombes, l'ensemble manifestement préislamique. Abdulrahman al-Ansary, ancien professeur d'archéologie à cette université est considéré comme le principal responsable de la redécouverte de Qaryat al-Fāw, avec ses écrits, ses peintures, ses poteries.
Selon Alfred-Louis de Prémare (Les fondations de l'Islam, 2002, Pais, Seuil,  (ISBN 2-02-037494-3), p24), la statuaire témoigne d'une influence hellénistique.

## Al-Akhdood
Al-Akhdood (arabe : الأخدود) qui signifie le feu, est un site archéologique du sud de l'Arabie saoudite, de la région de Najran, à environ 1 300 km au sud de Riyad. La ville elle-même aurait été fondée voici près de 2 000 ans. Le Coran, dans le chapitre d'Al-Buruj, rapporte l'histoire de martyrs chrétiens jetés dans le feu. 
L'exploration de Raqmat (ancienne dénomination), menée par des historiens saoudiens, commencée en 1997, a amené la découverte de nombreux objets antiques, et surtout l'emplacement d'un lieu de punition (par le feu) de personnes converties au christianisme, à l'époque du royaume de Himyar.

## Mada'in Saleh

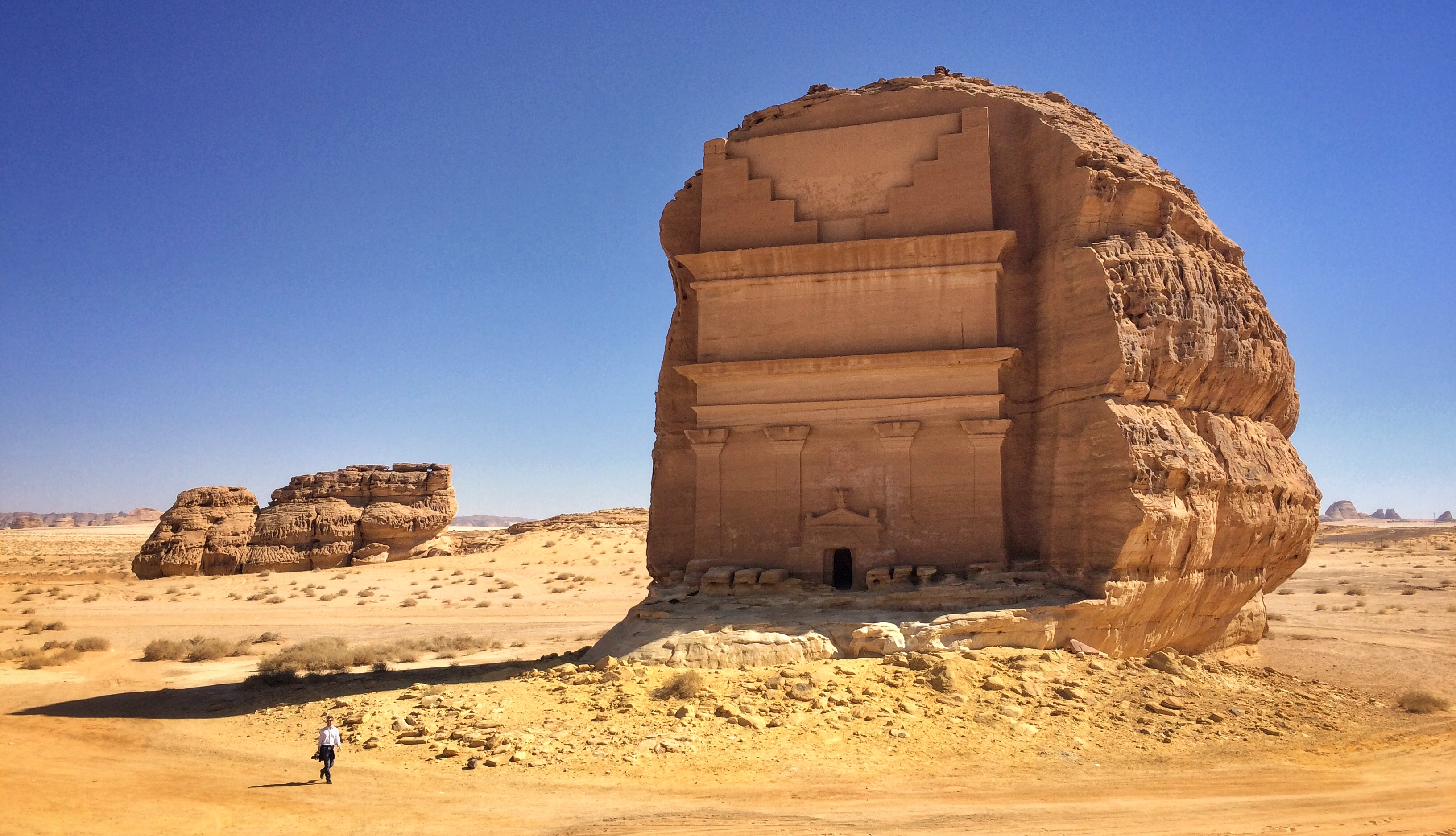
Qasr al-Farid

Madâin Sâlih (Mada'in Saleh) (arabe : مدائن صالح), ou Al-Hijr (Hégra), est une très ancienne cité, à 1 400 km de Riyad, au nord ouest de al-Ula, à un point stratégique des anciennes routes commerciales entre nord et sud, entre Mésopotamie, Syrie et Égypte. C'est la seconde ville en importance du royaume de ''Al-Anbat'', un groupe de tribus pastorales arabes, qui se sont sédentarisées et ont fondé plusieurs cités commerçantes.
Les Nabatéens ont occupé un territoire au sud de Sham, et ont fondé le Royaume nabatéen, avec pour capitale Pétra (actuellement en Jordanie), et pour langue le nabatéen, une forme ancienne d'arabe du nord. La région de Mada'in Saleh se caractérise par de remarquables formations rocheuses en grès, de différentes teintes, allant du rouge au jaune et au blanc, dans un cadre de dunes de sable.
Dans la zone de Mada'in Saleh, qui représente environ 1 621 ha (4 010 acres), les tombes se répartissent en groupes variés : Qasr as Sani (قصر الصانع) au sud, Qasr al-Farid (مجموعة مقابر المنطقة) au sud-est, Jabal Ithib (قصر الفريد) au nord est, Jabal al-Mahjar (مجموعة مقابر البنت) au nord ouest et Khaymat (جبال أثلب) à l'ouest de la ligne de chemin de fer. La zone résidentielle (مجموعة مقابر الخريمات) se situe dans la plaine centrale. L'ensemble a été déclaré site patrimonial par l'Unesco, qui l'a inscrit au Patrimoine Mondial de l'Humanité. L'histoire de ces populations est mentionnée dans le Coran, en lien avec le prophète Saleh.
Pour l'anecdote, le tombeau de Qasr al Farid a servi de modèle pour le Temple des 5 éléments dans le film Le Cinquième Élément (1997).

## Jubbah
Jubbah(جبة), située dans la région de Haïl, à environ 300 km au nord de Riyad, serait d'origine antique.

## Tarut
Tarout, ou l'île de Tarout (تاروت), est la deuxième plus grande île du golfe Persique, face à la ville de Qatif. Son nom vient de la déesse phénicienne et cananéenne de l'amour et de la guerre. On y retrouve des vestiges historiques.

## Al Shoehtiah
Al Shoehtiah (الشويحطية), Al-Shuwayḥaṭiyah, située à 1 300 km au nord de Riyad, dans la région et province d'Al Jawf, serait d'origine très ancienne.

## Thaj
Thaj (ثاج) est un site archéologique situé au Nord-Est de Riyad, à 90 km de la côte du Golfe persique, au lieu-dit Darb Al-Kanhari, peut-être Gerrha (Uqair). Sa construction est postérieure aux conquêtes d'Alexandre le Grand (330 av. J.-C.). Thaj est le plus grand site pré-islamique connu sur la rive arabe du Golfe. Ce site antique se compose d'une grande ville fortifiée, de faubourgs et d'une vaste nécropole de plus d'un millier de tombes. 
Le site a fait l'objet de quelques études archéologiques par des équipes saoudiennes (Saudi Commission for Tourism and National Heritage) qui ont permis, notamment, la découverte d'une sépulture d'enfant contenant un riche mobilier funéraire (masque et gant en or, divers bijoux, statuette type greco-romaine...). Grâce à la typologie des objets retrouvés, une datation est proposée aux Ier – IIe siècles.
Le Musée du Louvre (Paris, France) accueille en 2010 l'exposition Route d'Arabie où les riches objets funéraires de Thaj étaient exposés,.

## Dumat Al-Djandal
Dumat Al-Djandal (دومة الجندل) est située également dans la région nord-ouest d'Al Jawf. Son nom signifie Dumah de la Pierre et aurait été sur le territoire de Dumah, un des douze fils d'Ishmael/Ismaël. Son nom akkadien est Adummatu.

## Kilwa
Kilwa, à une trentaine de kilomètres de la frontière jordanienne. Une mission Franco-saoudienne, dirigée par Pr Saba Farès, de l'Université de Toulouse-Jean Jaurès y a découvert des vestiges archéologiques, d'une présence chrétienne préislamique  (voir : Groupe de recherches et d'études sur la Méditerranée et le Moyen-Orient).

## Galerie

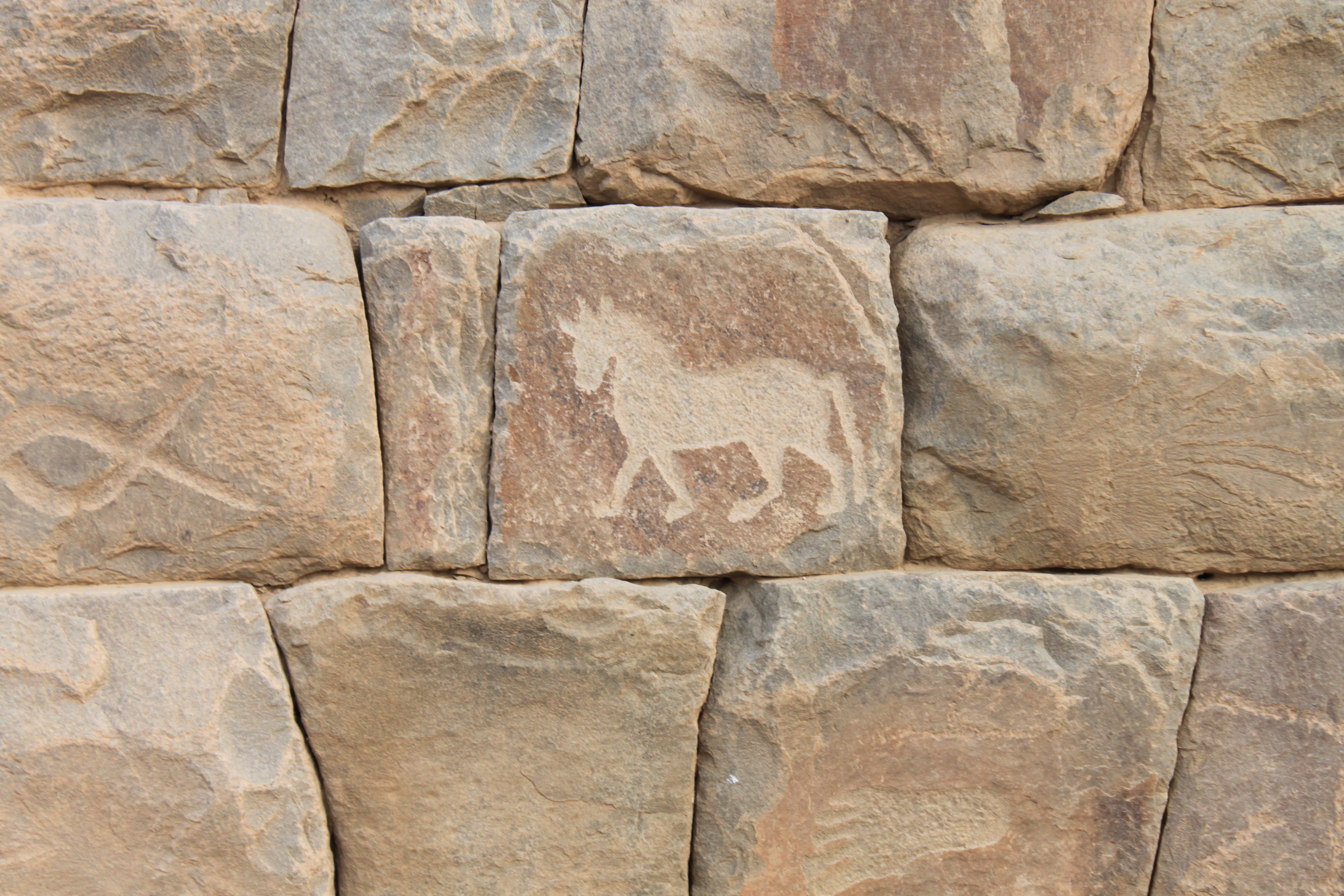
Gravure sur mur, Najran
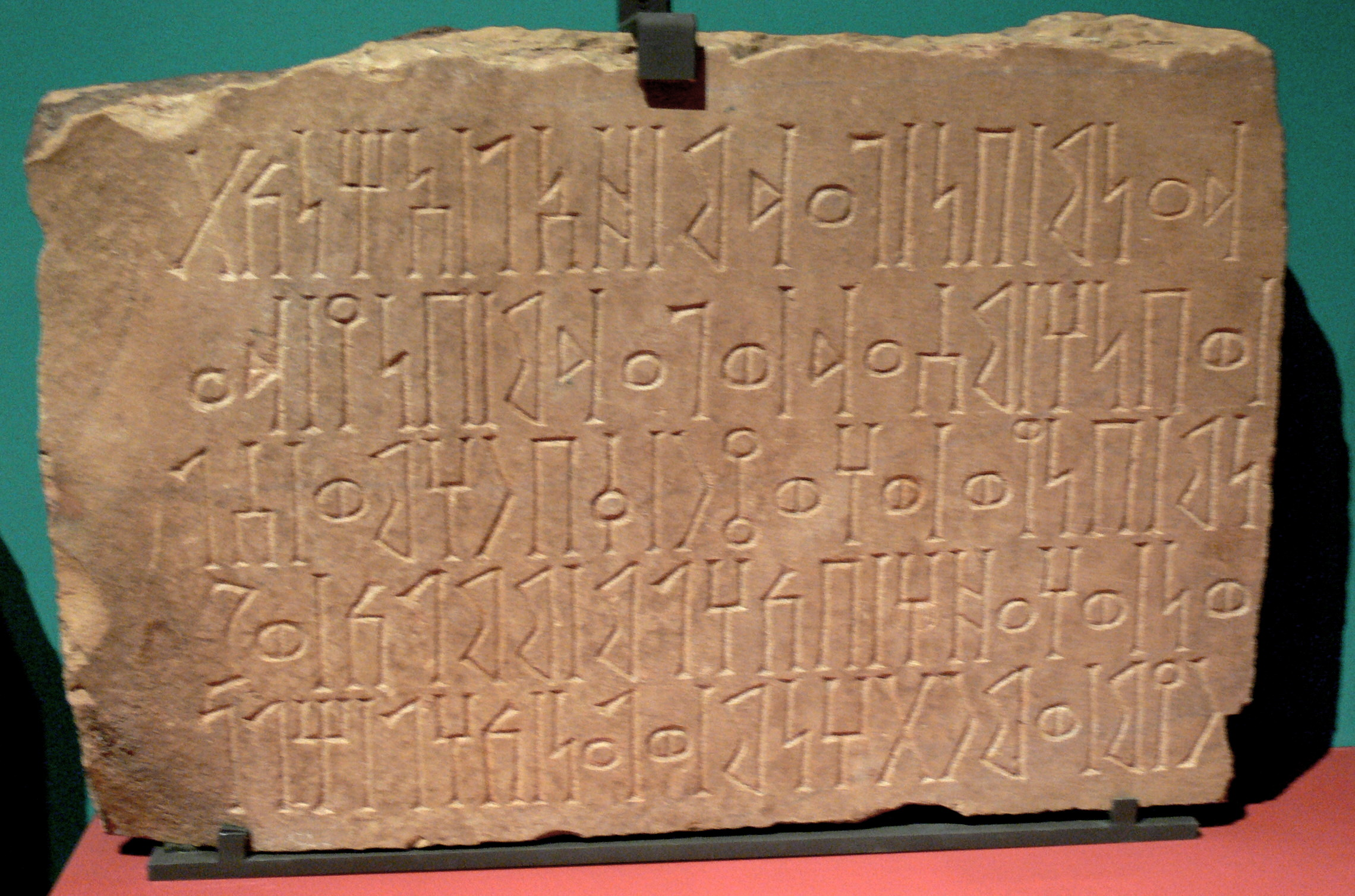
Inscription, Qaryat al-Faw
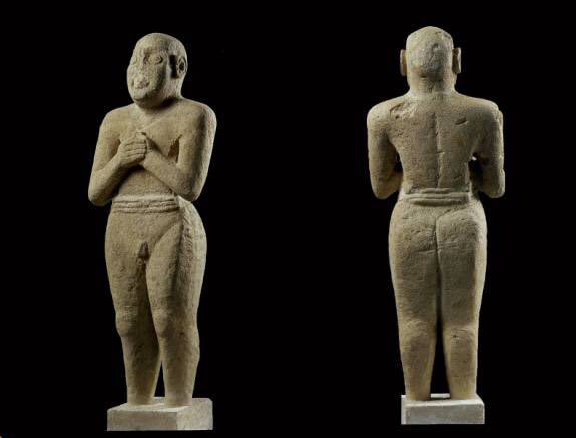
Statuette de serviteur implorant, Île de Tarout
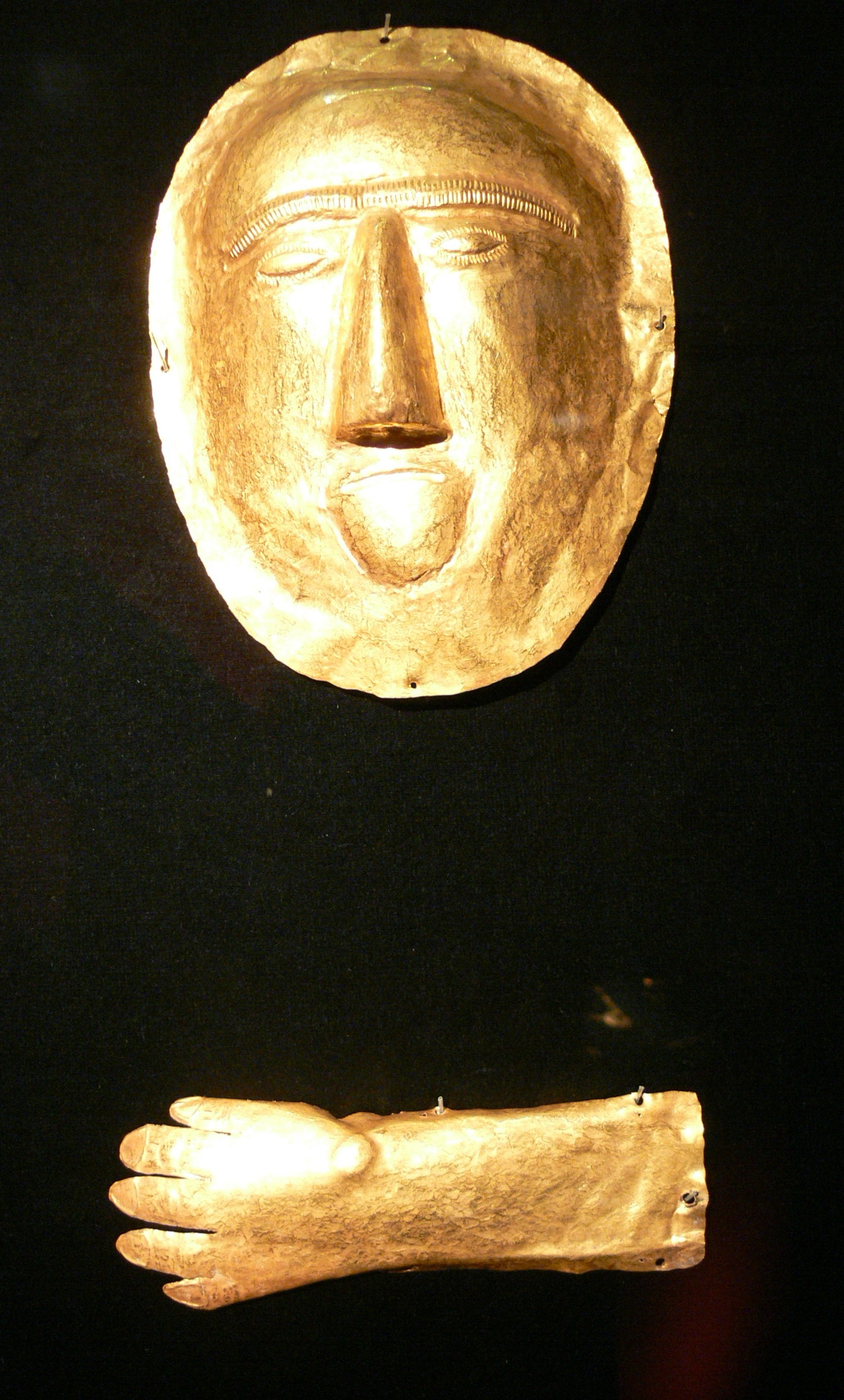
Masque mortuaire, Thaj
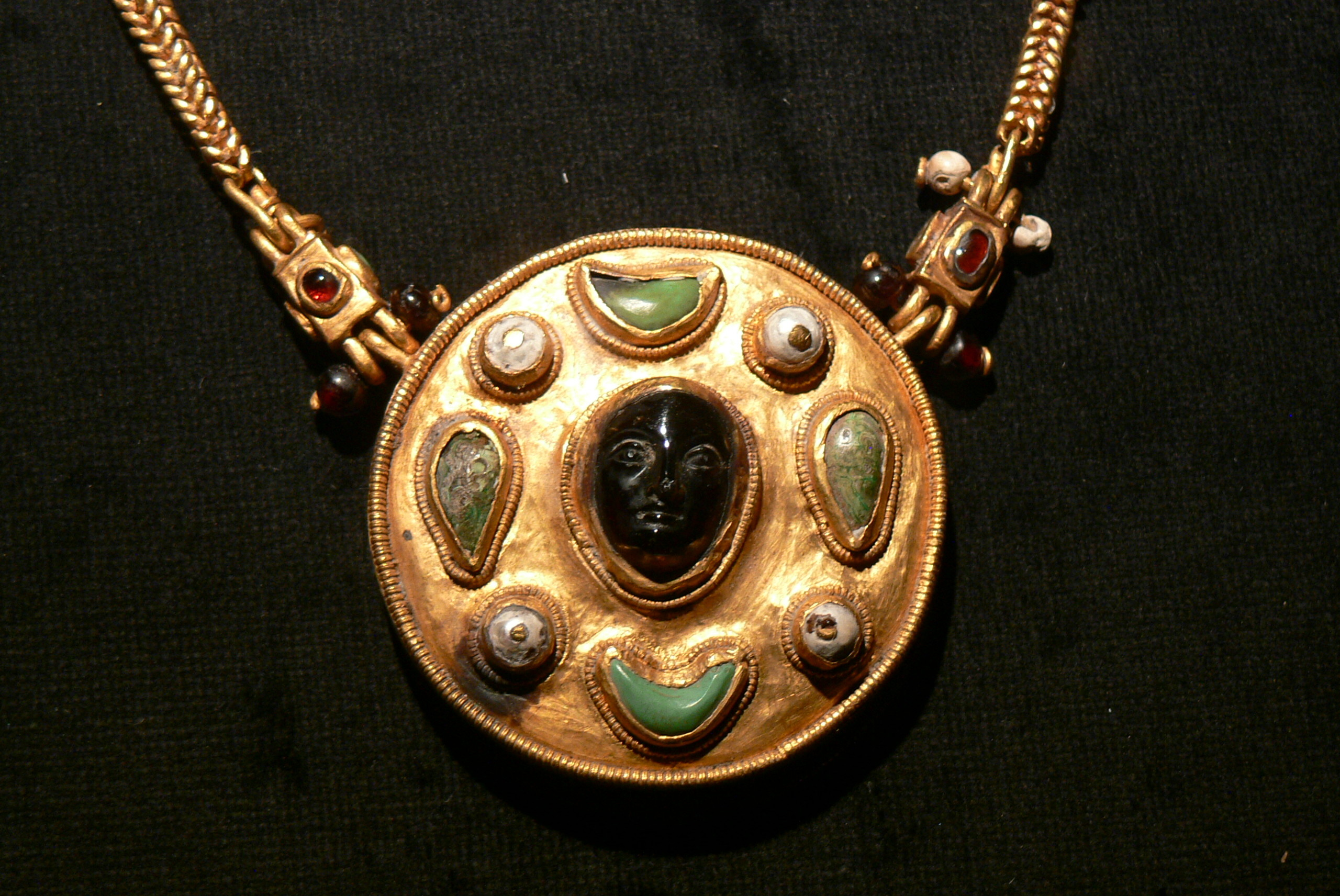
Collier, Thaj
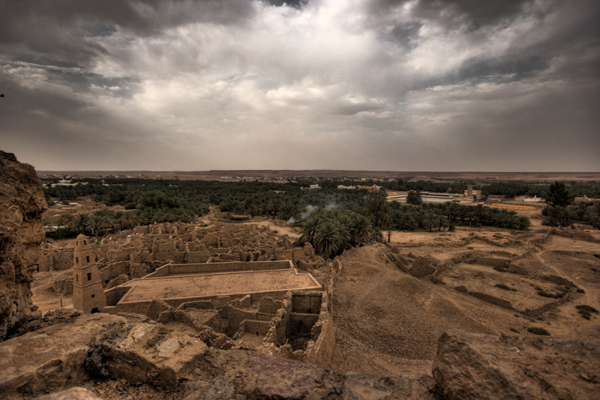
Ancienne cité d'Adummatu, Dumat Al-Djandal

### Source
Geografia cioè descrittione vniuersale della terra, Ptolemaeus, Claudius, 1598.